# لنگان
لنگان (به ترکی آذربایجانی: Ləngan) یک منطقهٔ مسکونی در جمهوری آذربایجان است که در شهرستان ماساللی واقع شده‌است. لنگان ۴۷۶ نفر جمعیت دارد.